# Western Forest Complex
Het Western Forest Complex is een gebied met 19 nationale parken en natuurreservaten, gelegen in Thailand en Myanmar. Het is de belangrijkste corridor voor het behoud van biodiversiteit in de regio en heeft een oppervlakte van 18.730 km². Daarmee is het een van de grootste beschermde gebieden in Zuidoost-Azië.
Het Western Forest Complex varieert van laaglanden tot de bergen van de Thaise hooglanden en de Dawna-Tenasserim heuvelrug.
Ecotoerisme wordt gestimuleerd met behulp van Tsjechische ontwikkelingshulpbijdragen.